# Kroatiens Davis Cup-lag
Kroatiens Davis Cup-lag (kroatiska: Hrvatska Davis Cup reprezentacija) styrs av kroatiska tennisförbundet och representerar Kroatien i tennisturneringen Davis Cup. Kroatien debuterade i sammanhanget 1993, och vann 2005 och 2018 års tävlingar, samt noterades för finalförluster 2016 och 2020–2021.

### Fotnoter
1. ↑  ”Kroatien vann Davis Cup”. Svenska dagbladet. 4 december 2005. http://www.svd.se/kroatien-vann-davis-cup. Läst 27 november 2016.
2. ↑  Simon Sjöstrand (26 november 2018). ”Kroatien vann Davis Cup-finalen mot Frankrike” (på svenska). Sportbladet. https://www.aftonbladet.se/sportbladet/a/MglkRE/hyllas--efter-fina-scenerna-i-finalen. Läst 26 november 2018.
3. ↑  ”Historisk Davis Cup-titel för Argentina”. SVT Sport. 27 november 2016. http://www.svt.se/sport/tennis/davis-cup-final/. Läst 27 november 2016.